# Echinoaesalus matsuii
Echinoaesalus matsuii es una especie de coleóptero de la familia Lucanidae.

## Distribución geográfica
Habita en Malasia.